# Черкасова Вероніка Анатоліївна
Вероні́ка Анато́ліївна Черка́сова (біл. Вераніка Анатолеўна Чаркасава; 12 січня 1959 —20 жовтня 2004, Мінськ) — білоруська журналістка.

## Біографія

### Дитинство
Батько Анатолій — журналіст, письменник, перекладач. Мати Діана — журналістка газети «Голас Радзімы». Останні роки школи Ніка (так її називали батьки) друкувалася в «Голасе Радзімы» зі своїми першими нотатками.

### Кар'єра
Після скінчення журналістського факультету БДУ почала працювати в молодіжній редакції Білоруського телебачення. Займалася документалістикою. Деякий час разом з майбутнім чоловіком Дмитром Філімоновим працювала над програмою «Крок».
На початку 1990-х перейшла до газети «Голас Радзімы». Згодом працювала в незалежних виданнях: «Имя», «Белорусская деловая газета», «Наша Свабода», «Белгазета» (1995–2003). Останні рік працювала в газеті «Салідарнасць».
Проводила журналістські дослідження, писала на соціальні теми, а також декілька статей на тему незаконної торгівлі зброєю поміж Білоруссю та Іраком.

### Вбивство
20 жовтня 2004 року була вбита у власній квартирі в Мінську. Вбивця завдав понад 40 ножових ударів. Її тіло знайшли син Антон та вітчим Володимир Мялєшко.
Вероніка Черкасова була похована на Колодищанському кладовищі біля Мінську.

## Слідство
Правоохоронні органи визначили основною версією вбивства побутові мотиви. 19 листопада підозрюваними були зазначені син Вероніки Антон Філімонов та її вітчим Володимир Мялєшко. Вони не визнали своєї провини. Наприкінці 2005 року Антон був заарештований за звинуваченням у підробці валюти, однак слідчі вимагали від його зізнатися у вбивстві. У квітні 2006 Антон Філімонов був засуджений за статтею 221 КК РБ (виріб, переховування або збут підроблених грошей або цінних паперів) на два з половиною роки позбавлення волі з відстрочкою виконання. Незабаром він переїхав у Москву до батька.
У квітні 2005 року підозру з сина та вітчима Вероніки Черкасової було знято. 8 лютого 2007 року у зв'язку з невстановленням осіб, що підлягають залученню як обвинувачувані, розслідування кримінальної справи було призупинено.
16 травня 2007 року знову було порушено кримінальну справу щодо Антона Філімонова, який у цей час вже знаходився за межами Білорусі. Його звинуватили в умисному заподіянні тяжкого тілесного ушкодження та оголосили у міжнародний розшук. За словами заступника генерального прокурора Білорусі Віктора Пруса, Антон 1 травня 2007 «наніс тяжкі тілесні ушкодження близькій людині та зник». Тому прокуратура порахувала його також причетним до вбивства матері. 16 липня 2007 року попереднє розслідування відносно А. Філімонова було призупинено у зв'язку з тим, що обвинувачений зник.
8 жовтня 2008 року відбувся допит та обшук на квартири матері Вероніки Діани та вітчима Володимира Мялєшкі. Їх розпитували про місце перебування Антона Філімонова.

### Інші думки
Від самого початку слідство розглядало побутову версію вбивства журналістки. Однак колеги Вероніки з Білоруської асоціації журналістів вважають, що її вбивство могло з великою долею ймовірності бути пов'язано з професійною діяльністю. Згадують, що Вероніка багато писала про білоруські спецслужби, про білорусько-іракські стосунки в пору Саддама Хусейна.
Також вилучалися версії про участь Вероніки в інформаційній війні між двома клановими угрупованнями, що намагалися отримати контроль над гомельським заводом з виробництва вин, та про те, що вона мала інформацію про торгівлю зброєю з Іраком через фірми, пов'язані з білоруським банком «Інфобанк» (зараз «Трастбанк»).